# Bloedhond (hondenras)
De bloedhond is een hondenras dat afkomstig is uit België, waar bisschop Hubertus van Luik volgens een legende een hele meute van deze honden zou hebben gehouden. Ze worden daarom ook wel sint-hubertushond genoemd. Door zijn uiterlijk en kwaliteiten als speurhond was het ras geliefd bij de Franse koningen. Willem de Veroveraar bracht hem in 1066 naar Engeland, waar het ras door selectief fokken werd veredeld tot de Britse bloodhound van nu.
De bloedhond is een speurhond met een sterk ontwikkeld reukvermogen. De hond wordt daarom gebruikt voor het opsporen van mensen. Vroeger werd hij vooral bij de hertenjacht ingezet. Hij kan een enkele dagen oud geurspoor nog volgen. De bloedhond is regelmatig ingekruist met andere rassen, met het doel het reukvermogen van die rassen te verbeteren. 

## Beschrijving

### Uiterlijk
Een volwassen reu heeft een schofthoogte die varieert tussen 65 en 72 centimeter. Een teef is ongeveer 58 à 66 centimeter hoog. De kleur is zwart met rode aftekeningen, ook rood of geel-rood met zwarte aftekeningen.

### Aard
De bloedhond is een rustige hond die gehecht raakt aan zijn baas. Hij is tolerant naar andere huisdieren toe, maar kan wel gereserveerd en koppig zijn. Het dier is gevoelig voor complimenten en correcties en wordt zelden agressief.

### Gezondheid
De bloedhond heeft een hoog risico op erfelijke aandoeningen, met name is er vaak sprake van gewrichtsklachten en chronische huidproblemen.
Een gezonde bloedhond kan 8 à 10 jaar oud worden.

## Vergelijkbare hondenrassen
- Black and tan coonhound

## Trivia
- Snuffel – de hond in de Disney-tekenfilms Lady en de Vagebond en Lady en de Vagebond II: Rakkers avontuur – is een bloedhond.
- Radio 2 gebruikte de fictieve bloedhond Decibello als logo.

Alpenländische dachsbracke ·
American foxhound ·
Anglo-Français de petit vénerie ·
Ariégeois ·
Basset artésien normand ·
Basset bleu de Gascogne ·
Basset fauve de Bretagne ·
Basset hound ·
Beagle ·
Beagle-harrier ·
Beierse bergzweethond ·
Billy ·
Black and tan coonhound ·
Bloedhond ·
Bosanski ostrodlaki gonic barak ·
Brandlbracke ·
Briquet griffon vendéen ·
Chien d'Artois ·
Crnogorski planinski gonic ·
Dalmatiër ·
Drever ·
Duitse brak ·
Dunker ·
Eesti hagijas ·
Erdélyi kopó ·
Finse brak ·
Foxhound ·
Français blanc et noir ·
Français blanc et orange · 
Français tricolore ·
Gończy Polski ·
Grand anglo-français blanc et noir ·
Grand anglo-français blanc et orange ·
Grand anglo-français tricolore · 
Grand basset griffon vendéen ·
Grand bleu de Gascogne ·
Grand Gascon saintongeois ·
Grand griffon vendéen ·
Griffon bleu de Gascogne ·
Griffon fauve de Bretagne ·
Griffon nivernais ·
Haldenstøvare ·
Hamiltonstövare ·
Hannoveraanse zweethond ·
Harrier ·
Hellinikos ichnilatis ·
Hygenhund ·
Istarski kratkodlaki gonic ·
Istarski ostrodlaki gonic ·
Ogar polski ·
Otterhound ·
Petit basset griffon vendéen ·
Petit bleu de Gascogne ·
Petit Gascon saintongeois ·
Poitevin ·
Porcelaine ·
Posavski gonic ·
Pronkrug ·
Sabueso español ·
Schillerstövare ·
Schweizer Laufhund ·
Schweizerischer Niederlaufhund ·
Segugio italiano (korthaar) ·
Segugio italiano (ruwhaar) ·
Segugio maremmano ·
Slovensky kopov ·
Smalandstövare ·
Srpski gonic ·
Srpski trobojni gonic ·
Steirische rauhhaarbracke ·
Tiroler brak ·
Westfaalse dasbrak